# Kriegerdenkmal Paplitz

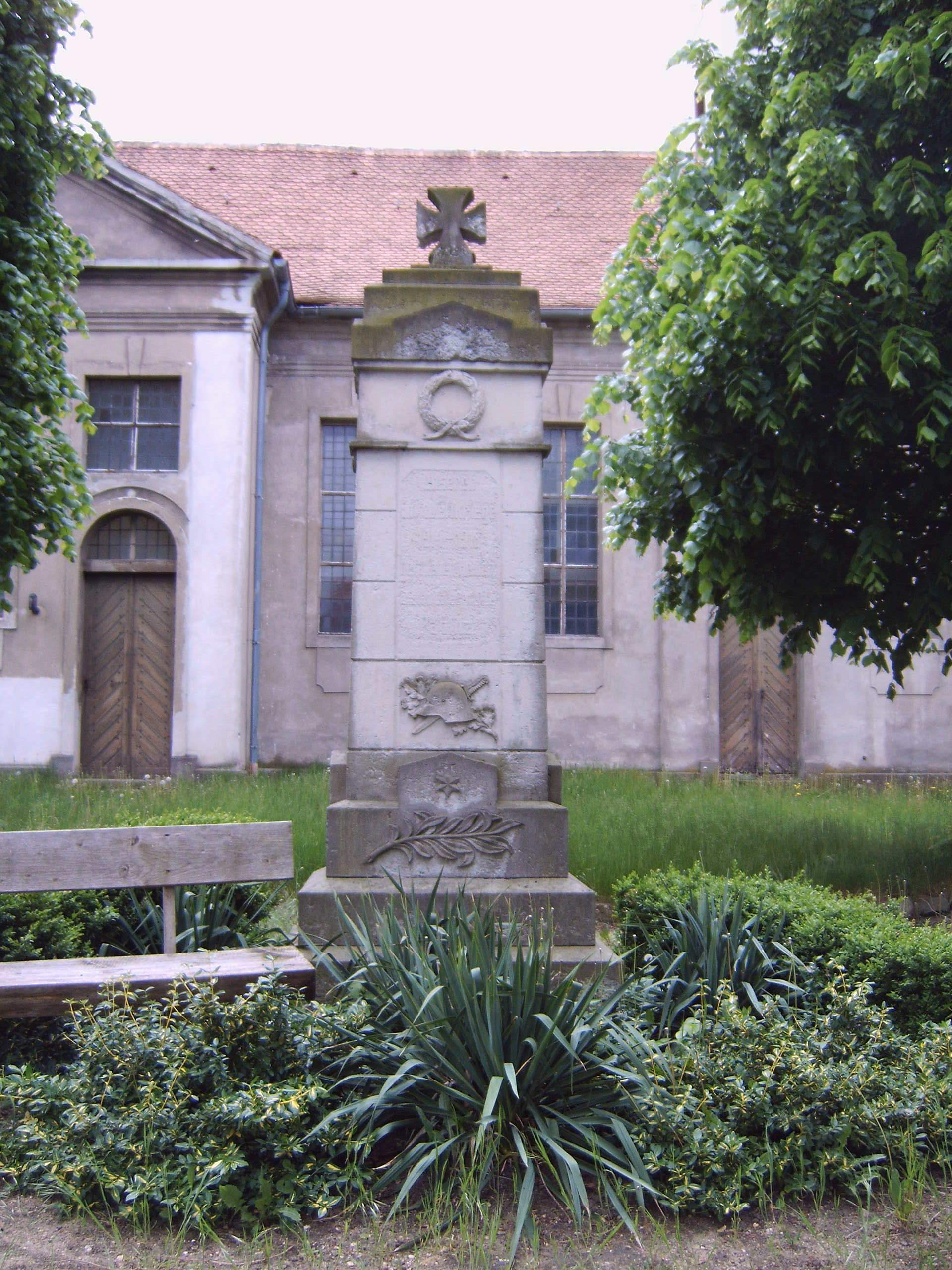
Kriegerdenkmal vor der Kirche

Das Kriegerdenkmal Paplitz ist ein denkmalgeschütztes Kriegerdenkmal in der Ortschaft Paplitz der Stadt Genthin in Sachsen-Anhalt. Im örtlichen Denkmalverzeichnis ist das Kriegerdenkmal unter der Erfassungsnummer 094 86871 als Baudenkmal verzeichnet.

## Lage
Das Kriegerdenkmal von Paplitz befindet sich auf dem Kirchengelände nördlich der Kirche in Paplitz.

## Gestaltung
Es handelt sich bei dem Kriegerdenkmal um eine Stele aus Sandstein. An der Stele sind verschiedene Verzierungen und gekrönt wird sie von einem Eisernen Kreuz. Die Inschrift ist ein Gedenken an die Gefallenen des Ersten Weltkriegs von Paplitz.

## Inschrift
Unseren im Weltkriege 1914–1918 gefallenen Helden, die dankbare Gemeinde Paplitz. Nimmer soll umsonst geflossen euer Blut. Das ihr vergossen, nimmer soll`s vergessen sein.

## Quelle
- Gefallenendenkmal Paplitz Online, abgerufen am 22. Juni 2017.